# Stibadocerodes australiensis
Stibadocerodes australiensis är en tvåvingeart som först beskrevs av Alexander 1922.  Stibadocerodes australiensis ingår i släktet Stibadocerodes och familjen mellanharkrankar. Inga underarter finns listade i Catalogue of Life.